# پنگ پینگ
پنگ پینگ (انگلیسی: Peng Ping؛ زادهٔ ۱۴ ژانویهٔ ۱۹۶۷) بازیکن بسکتبال اهل چین است.